# برويبك تشاندير
برويبك تشاندير هي بلدة في مقاطعة آلات في ولاية بخارى في أوزبكستان.